# Rekurs
Rekurs je jedním z opravných prostředků. Dříve se uplatňoval v rakouském, resp. československém občanském soudním řízení, stále je obsažen např. v kanonickém právu, jímž se řídí římskokatolická církev.

## Civilní proces
Zatímco proti rozsudku ve věci bylo možno vždy brojit odvoláním, až do roku 1950 platilo, že opravným prostředkem proti procesním usnesením soudu je rekurs (mezi roky 1950–1963 stížnost). Jeho výhodou byla rychlost rozhodnutí, zároveň však bez dalšího nedošlo k odložení vykonatelnosti napadeného usnesení. Podání rekursu (rekursní spis) mohlo být učiněno i ústně do protokolu, jinak musel být podepsán advokátem, lhůta v obou případech však vždy činila 14 dní od doručení napadeného usnesení bez možnosti jejího prodloužení. V některých případech mohl rekursu přímo vyhovět soud, který usnesení vydal (autoremedura), jinak je bezodkladně a bez vyjádření dalších účastníků předložil soudu vyššího stupně (rekursní soud). Ten o potvrzení nebo zrušení napadeného procesního usnesení rozhodl v neveřejném zasedání pouze na podkladě spisového materiálu a bez provádění dalšího dokazování, neboť v rekursech nebylo možné uvádět nové skutkové okolnosti.
Rekursy se neuplatňovaly jen ve sporném, ale také v nesporném soudním řízení, ovšem jen tam, kde je zákon výslovně nevylučoval. Oproti spornému řízení nebylo potřeba, aby rekurs byl sepsán advokátem, lhůta k jeho podání činila 15 dnů (v případě exekucí ale jen osm dní), bylo možné v něm uvádět nové skutkové okolnosti a navíc proti rozhodnutí rekursního soudu bylo možné podat ještě dovolací rekurs k nejvyššímu soudu.

## Kanonické právo
Obecná úprava rekursů je obsažena v kánonech 1732 až 1739 Kodexu kanonického práva. Podle ní platí, že rekursem se lze bránit vůči dekretům a jiným administrativním úkonům v rámci církve, výjimkou jsou rozhodnutí papeže nebo ekumenického koncilu, od nichž se již nelze tímto způsobem nikam odvolat. Před samotným projednáním rekursu se obvykle požaduje, aby byl nejdříve původce dekretu požádán o jeho odvolání nebo opravení, a také se výslovně upřednostňuje nalezení smírného řešení vzniklého problému. Nedojde-li ani k jednomu, rozhoduje o rekursu hierarchicky vyšší představený toho, kdo napadený dekret vydal. Ten, kdo se domnívá, že je dekretem poškozen, jej musí podat do 15 dnů od vyjádření původce dekretu k žádosti o jeho odvolání či opravu (příp. od oznámení dekretu, není-li taková žádost nutná), a v následujícím řízení může být zastoupen advokátem nebo prokurátorem, zároveň však může být požadován i jeho osobní výslech ve věci. Představený má široké pole možností rozhodnutí, může napadený dekret potvrdit, prohlásit za neplatný, částečně nebo celý zrušit, odvolat, nebo také opravit, případně jej nahradit jiným.